# Enrico Teodoro Pigozzi
Enrico Teodoro Pigozzi (Torino, 26 giugno 1898 – Parigi, 18 novembre 1964) è stato un imprenditore italiano naturalizzato francese, fondatore della casa automobilistica francese SIMCA.

## Biografia
L'attività imprenditoriale di Pigozzi iniziò quand'egli era ancora ragazzo, trovandosi a dover gestire l'azienda di trasporti del padre, scomparso prematuramente. Durante il servizio militare venne assegnato all'arma aeronautica, dove ebbe occasione di fare esperienza sui motori a scoppio, comprendendo che il futuro avrebbe rapidamente escluso la trazione animale dalla vita industriale del Paese. Decise, quindi, di cedere la ditta di famiglia ed iniziare la vendita di motociclette inglesi e statunitensi. 
Coloro che operavano in campo motoristico nella Torino del primo novecento, inevitabilmente venivano a contatto con la FIAT e così capitò al ventiseienne Pigozzi, cui venne offerto di trasferirsi a Parigi per coordinare la raccolta di rottami ferrosi, necessari a rifornire le fonderie della casa torinese. 
Pigozzi accettò e dopo un paio d'anni la sua attività fu talmente apprezzata da ottenere la direzione della neonata "Société Anonyme Française des Automobiles Fiat", azienda importatrice e distributrice delle autovetture FIAT sul mercato francese. Quando la FIAT, per aggirare l'ostacolo delle tariffe doganali, decise di inviare in Francia parti staccate di automobili da assemblare e carrozzare in loco, Pigozzi affittò un vecchio capannone e coordinando abilmente l'officina di montaggio e le carrozzerie francesi, in soli venti mesi riuscì a sfornare 29.000 vetture, vendute con il marchio Fiat-France. 
Pigozzi non era però contento del successo e riteneva che la vendita delle auto fosse limitata dal noto nazionalismo francese, poco disposto nei confronti delle marche estere. La crisi economica che scoppiò in Francia nei primi anni trenta, consentì a Pigozzi di acquistare a buon prezzo, nel 1935, lo stabilimento Donnet, una piccola casa automobilistica di Nanterre che aveva chiuso i battenti l'anno precedente. I lavori di aggiornamento furono brevi, dato che lo stabilimento era stato costruito appena dieci anni prima. Una rinfrescata alle pareti, pochi macchinari ed una diligente organizzazione di acquisizione e vendita (che ora si chiama "just in time"), costituirono le basi del nuovo marchio francese, denominato SIMCA, acronimo di Société Industrielle de Mécanique et Carosserie Automobile. 
Nell'aprile del 1936 venne proposta al mercato francese la Simca 5, copia fedele della Fiat 500 "Topolino", al costo di soli 9.900 franchi. Fu un successo, bissato dalla Simca 8, clone della "508 C Nuova Balilla 1100", che verrà venduta in più di duemila esemplari al mese. La produzione venne sospesa durante il periodo bellico e, nel 1946, riprese con i medesimi modelli. 
(Enrico Teodoro Pigozzi)
Ma Pigozzi, ormai, accarezzava l'idea di un'auto tutta sua. Il che si verifica nella primavera del 1951, quando appare la Simca 9 Aronde, una autovettura di linea tondeggiante, spinta da un motore quattro cilindri di 1.221 cc con 45 CV. Pigozzi ormai sapeva che nel nuovo mercato la sostanza è importante, ma meno dell'immagine. Così organizzò una dimostrazione di affidabilità, facendo percorrere alla sua "Aronde" 100.000 Km in quaranta giorni e quaranta notti di moto ininterrotto, ad oltre 100 Km/h sulla pista di Montlhéry. Gli ordinativi cominciarono a fioccare e Pigozzi capì d'essere sulla strada giusta. Eseguì un secondo tentativo sulla stessa pista, facendo salire la media a 112 km/h e, per destare maggiore impressione, fece compiere alla "Aronde" un terzo exploit sulle strade urbane di Parigi. La stampa seguì con interesse le imprese della Simca e del suo fondatore che venne immediatamente ribattezzato "Henry Théodore", aggiungendo pure l'accento sull'ultima vocale del cognome; com'era già o sarebbe capitato a Gordinì, Bugattì, Figonì, Falaschì e Bertonì. In ogni caso, "monsieur Pigozzì" divenne l'uomo del momento e, nel 1952, la SIMCA vendette 70.000 esemplari di "Aronde 9". 
Il passo successivo sembrava dover essere quello di completare la gamma con un modello di lusso. Venne presa in considerazione la possibilità di rilevare Ford-France e, per meglio valutare la convenienza dell'operazione, Pigozzi chiese la consulenza di alcuni alti dirigenti della Fiat, quali Montabone e Dante Giacosa. La storia dell'automobile insegna come sia sostanzialmente impossibile avere successo di mercato con un modello costoso che non abbia un grande prestigio sportivo o una solida tradizione tecnologica; tuttavia, la fortuna che lo ha sempre assistito e le rassicurazioni dei consulenti convinsero Pigozzi ad iniziare la produzione della "Vedette", una berlina di scuola americana spinta da un motore V8 di 2.300 cm³, che venne presentato alla stampa nel 1954. L'investimento fu notevole e si rivelerà un fiasco colossale, ma le sostanziose vendite della "Aronde 9" e l'ingresso minoritario (15%) della Chrysler nel capitale sociale appianarono la situazione. 
Imparata la lezione, Pigozzi tornò al vecchio metodo e si rimise all'opera per progettare un nuovo modello: la Simca 1000, una berlina di piccola cilindrata dalle modeste caratteristiche tecniche, poi migliorate, ma dal prezzo molto conveniente. Presentata nel 1961, in pochi mesi otterrà un enorme e duraturo successo commerciale, anche in Italia. 
Nel tentativo di penetrare maggiormente nel capitale della Simca, la Chrysler rilevò nel dicembre del 1962 una grossa parte della restante quota detenuta dalla Fiat divenendo così azionista di maggioranza con un 63% del pacchetto azionario. Chrysler era convinta in questo modo di poter controllare l'intero gruppo Simca. In realtà, quando alcuni mesi dopo (in pieno 1963) si accorse che avrebbe potuto controllare solo la Simca Automobiles e non la Simca Industries, in qualità di azionista dominante licenziò in tronco Pigozzi, il quale ripiegò sulla gestione di Simca Industries, ma in realtà non si riprese mai più dalla triste notizia e dal provvedimento sommario preso dai nuovi padroni americani, che iniziarono la scalata al pacchetto azionario fino ad assumere il pieno controllo della Simca nel 1970.
Pigozzi, turbato dall'estromissione, morirà di lì a poco, nell'autunno del 1964, per una crisi cardiaca, all'età di 66 anni.